# Hessisches Ministerium für Digitalisierung und Innovation
Das Hessische Ministerium für Digitalisierung und Innovation (HMD) ist eine Oberste Landesbehörde. Es ist eines von zehn Ministerien des Landes Hessen. Es hat seinen Sitz in der Staatskanzlei in der Landeshauptstadt Wiesbaden.
Das Ministerium wurde bei der Bildung des Kabinetts Bouffier III am 18. Januar 2019 neu gegründet. Kristina Sinemus (zunächst parteilos, seit Mai 2020 CDU) wurde zugleich zur ersten Staatsministerin des neuen Ministeriums ernannt, während Stefan Sauer (CDU) ihr Staatssekretär ist.

## Arbeitsschwerpunkte
Am 20. Mai 2019 stellte Sinemus der Presse die Schwerpunkte ihrer künftigen Arbeit vor und betonte dabei Hessens bundes- und europaweite Vorreiterrolle im internationalen Digitalisierungswettbewerb. Die fünf Arbeitsschwerpunkte sind:
- Ausbau der digitalen Infrastruktur: Ziel ist es, alle Haushalte und Institutionen in Hessen bis 2025 gigabitfähig anzubinden und bis 2030  eine flächendeckende Glasfaseranbindung bis in die Gebäude sicherzustellen. Ab 2020 soll der neue Mobilfunkstandard 5G in ausgewählten Modellregionen eingeführt werden.[3]
- Stadt und Land für die Zukunft stärken: mit dem von Sinemus initiierten Förderprojekt Digitale Dorflinde werden Städte und Gemeinden bei der Einrichtung kommunaler WLAN-Infrastrukturen finanziell unterstützt.[4] Für die integrierte Verkehrssteuerung im Rhein-Main-Gebiet ist die Einrichtung einer Geschäftsstelle Smart Region vorgesehen.[5]
- „Digitales Rathaus“ ausbauen: Verwaltungsleistungen sollen verstärkt über eine gemeinsame Onlineplattform abgerufen werden können.[6]
- Künstliche Intelligenz verantwortungsvoll nutzen: Mit dem TechCampus soll die Grundlagen- und Innovationsforschung gestärkt und ein starker Anwendungsbezug erreicht werden. Geplant ist darüber hinaus ein „Kompetenzzentrum“ Verantwortungsbewusste Digitalisierung, das mit dem Rat für Digitalethik, den Sinemus leitet, verzahnt werden soll.
- Digitalstrategie Hessen voranbringen: die Strategie Digitales Hessen soll laufend fortgeschrieben werden und daraus bürger- und nutzenorientierte, ressortübergreifende Kooperationsprojekte entwickelt werden.

Die erste Pressekonferenz der hessischen Digitalministerin wurde in der Presse und von Vertretern der Parteien im Hessischen Landtag kritisch kommentiert.
Im Mai 2019 kündigte Sinemus an, dass die vom IT-Planungsrat etablierte Föderale IT-Kooperation (FITKO) ihren Sitz in Frankfurt am Main haben wird.
Am 27. September 2019 fand am Internet-Knoten DE-CIX in Frankfurt am Main das erste Treffen der im Bund und in den Ländern für die Digitalisierung zuständigen Minister statt. Gemeinsam wurden fünf Handlungsfelder beschlossen, die in der „Frankfurter Erklärung der D17“ zusammengefasst wurden.
Im November 2019 wurde der Aufbau eines Hessischen Kompetenzzentrums für verantwortungsbewusste Digitalisierung mit der Technischen Universität Darmstadt vereinbart. Das Institut heißt Zentrum verantwortungsbewusste Digitalisierung.